# 최이켠
최이켠(1992년 5월 29일 ~ )은 대한민국의 래퍼다. 2016년 노래 '대천허슬러3'로 데뷔했다.

## 방송
- 랩컵 (2024) - Top100(35위)